# EEPROM
EEPROM (англ. Electrically Erasable Programmable Read-Only Memory) — электрически стираемое перепрограммируемое ПЗУ (ЭСППЗУ), один из видов энергонезависимой памяти (таких, как PROM и EPROM).
На сегодняшний день классическая двухтранзисторная технология EEPROM практически полностью вытеснена флеш-памятью типа NOR (на элементах ИЛИ-НЕ). Однако название EEPROM прочно закрепилось за сегментом памяти малой ёмкости независимо от технологии.

## Принцип действия
Принцип работы EEPROM основан на изменении и регистрации электрического заряда в изолированной области (кармане) полупроводниковой структуры.
Изменение заряда («запись» и «стирание») производится приложением между затвором и истоком большого потенциала, чтобы напряженность электрического поля в тонком диэлектрике между каналом транзистора и карманом оказалась достаточна для возникновения туннельного эффекта. Для усиления эффекта туннелирования электронов в карман при записи применяется небольшое ускорение электронов путём пропускания тока через канал полевого транзистора (явление инжекции горячих носителей).
Чтение выполняется полевым транзистором, для которого карман выполняет функцию затвора. Потенциал плавающего затвора изменяет пороговые характеристики транзистора, что и регистрируется цепями чтения.
Основная особенность классической ячейки EEPROM — наличие второго транзистора, который помогает управлять режимами записи и стирания. Некоторые реализации выполнялись в виде одного трёхзатворного полевого транзистора (один затвор плавающий и два обычных).
Эта конструкция снабжается элементами, которые позволяют ей работать в большом массиве таких же ячеек. Соединение выполняется в виде двумерной матрицы, в которой на пересечении столбцов и строк находится одна ячейка. Поскольку ячейка EEPROM имеет третий затвор, то, помимо подложки, к каждой ячейке подходят 3 проводника (один проводник столбцов и 2 проводника строк).

## Список производителей EEPROM
- Mikron Sitronics
- Aplus Flash Technology
- Mitsubishi Electric
- Atmel
- Hitachi
- Infineon
- Maxwell Technologies
- Microchip Technology
- NXP Semiconductors
- Renesas Technology
- ROHM Electronics
- Samsung Electronics
- SmarfTech
- STMicroelectronics
- Seiko Instruments
- Winbond
- Интеграл
- Catalyst Semiconductor Inc
- Микрон